# Franz Mertens
Franz Mertens (en alemany) o Franciszek Mertens (en polonès) (1840-1927) va ser un matemàtic alemany i/o polonès.

## Vida i Obra
Mertens va estudiar matemàtiques a la Universitat de Berlín amb els professors Weierstrass, Kummer i Kronecker. Es va doctorar el 1865 amb una tesi sobre funcions potencials. A partir d'aquest any va ser professor de la Universitat Jagellònica de Cracòvia, fins al 1884, en què es va traslladar a l'Institut Politècnic de Graz. El 1894 va ser nomenat professor titular de matemàtiques de la Universitat de Viena, càrrec que va mantenir fins que es va retirar el 1911, tot i que va ser nomenat professor emèrit. Durant la seva docència a Viena va dirigir nombroses tesis doctorals i va ser professor, entre d'altres, d'Erwin Schrödinger.
Mertens va publicar 126 articles sobre diferents temes: sobre tot en teoria de nombres, àlgebra i anàlisi matemàtica. És especialment conegut per la funció de Mertens i la seva conjectura associada: una funció sobre la distribució de densitat dels nombres primers; tot i que la conjectura va ser refutada el 1985.